# Wygiełzów (gmina)
Wygiełzów – dawna gmina wiejska istniejąca do 1954 roku w woj. łódzkim. Siedzibą władz gminy był Wygiełzów.
W okresie międzywojennym gmina Wygiełzów należała do powiatu łaskiego w woj. łódzkim. Po wojnie gmina zachowała przynależność administracyjną. Według stanu z 1 lipca 1952 roku gmina składała się z 15 gromad: Chajczyny, Faustynów, Jawor, Józefów, Kurów, Kurówek, Łęki, Patoki, Pszczółki, Walewice, Wola Pszczółecka, Wygiełzów, Wypychów, Zalesie i Zalesie kol..
Jednostka została zniesiona 29 września 1954 roku wraz z reformą wprowadzającą gromady w miejsce gmin. Po reaktywowaniu gmin z dniem 1 stycznia 1973 roku gminy Wygiełzów nie przywrócono, a jej dawny obszar wszedł głównie w skład gminy Zelów w tymże powiecie i województwie.